# Caroline Barbot
Caroline Barbot, nascuda Caroline Douvry (París, 27 d'abril de 1830 – Tolosa, 17 de setembre de 1893), fou una soprano francesa. Va cantar a Bèlgica, França, Itàlia, Rússia, entre d'altres països. Alguns de les seves interpretacions més destacades van ser Valentine a Les Huguenots de Meyerbeer i el paper principal de Mazeppa, de Pedrotti.
El 1845, acompanyà al seu pare, cantant baix, a Nova Orleans i va actuar en diversos papers, fins que Antoine François Prévost va escriure per a ella una petita òpera, molt exitosa, anomenada Le Lépreux. En tornar a París, va estudiar cant amb Manuel García junior i amb Eugénie Meyer. Junt amb Jules Barbot, el seu marit, va participar en la creació al Teatre Italià de París, de Sélam, oda simfònica amb cor, d'Ernest Reyer i llibret de Théophile Gautier. A Roma, Verdi li va oferir una cita per anar a cantar el 10 novembre de 1862 al Teatre Mariinski de Sant Petersburg La forza del destino (Leonora). Després de retirar-se com a cantant, va continuar treballant com a professora de cant al Conservatori de Tolosa, on va succeir a Hébert-Massy.